# Бернский трамвай
Бернский трамвай — один из видов общественного транспорта в Берне. Трамвайная сеть состоит из трёх маршрутов, и является самой маленькой трамвайной сетью Швейцарии (если не считать трамвай Риффельальп). Бернский трамвай и другие виды городского общественного транспорта в Берне эксплуатируются организацией Bernmobil.

## История

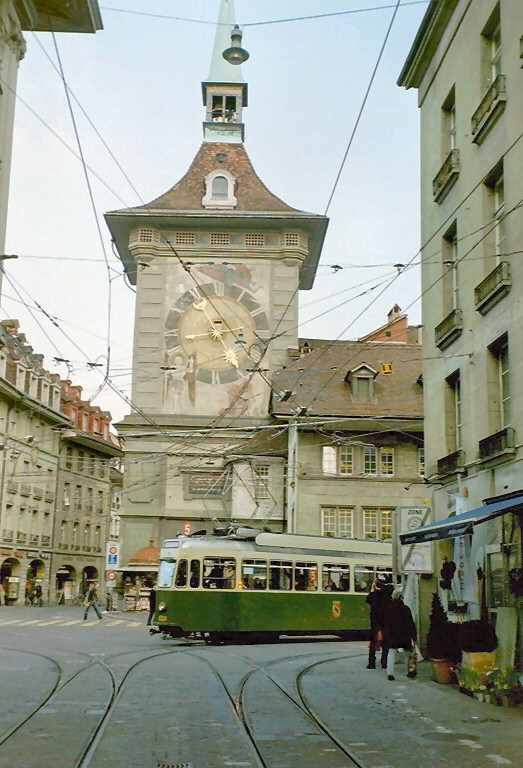
Старый трамвай в старой окраске (кремово-зелёная) на фоне часовой башни (Zyglogge)

Трамвай в Берне был открыт 1 октября 1890 года. Первоначально использовались пневматические трамваи (то есть трамваи, работавшие на сжатом воздухе). С 1894 года в городе также стал действовать паровой трамвай. К 1902 году вся трамвайная сеть Берна была электрифицирована.
Берн рано начал эксплуатацию низкопольных трамваев. Первая серия низкопольных трамваев (тип Be4/8, № 731—742) начала эксплуатироваться в 1990 году. Вторая серия — трамваи Combino. С 22 июня по 9 июля 1999 года проводились опытные поездки трамвая по всей сети. Эксперимент был признан удачным, и в ноябре 2000 года городской совет принял постановление о закупке трамваев Combino. В апреле заказ был передан Siemens. Первый трамвай Combino был передан в Берн в ноябре 2002 года. Эксплуатация этого трамвая началась за два дня до рождества на маршруте № 3. Однако вскоре выяснилось, что новый трамвай слишком тяжёл для старого моста Kirchenfeldbrücke, по которому проходит трасса маршрута № 3, и с февраля 2003 года новый трамвай использовался на маршруте № 9. Трамвай Combino вернулся на маршрут № 3 1 апреля 2003 года, после того, как были завершены работы по усилению моста.
Представители трамвайного предприятия попросили пассажиров, едущих на трамвае по мосту, сообщать свой вес. Утверждалось, что эти данные нужны для уточняющих расчётов. Но на самом деле это сообщение было первоапрельской шуткой.
В 2000 году городское транспортное предприятие было переименовано в Bernmobil. Одновременно был проведён ребрендинг. Цвет окраски городских трамваев, автобусов и троллейбусов была изменён с кремово-зелёного на красный. Первым был перекрашен трамвай Be 4/8 № 731.

## Будущее
Трамвайная сеть Берна будет расширена в западном направлении. Проект называется «Bern West». Проект предусматривает строительство двух трамвайных линий, на Bümpliz и Brünnen. Сейчас эти направления обслуживаются троллейбусами (маршруты 13 и 14, имеющие общий участок), но линия перегружена. Уже в 2002 году в часы пик на совместном участке интервал между троллейбусами составляет всего 90 секунд.
Проект Bern West был одобрен населением на городском референдуме в ноябре 2003 года. Однако противники трамвая добились проведения референдума на кантональном уровне, в результате проект был отвергнут, при этом перевес голосов «против» был минимальным (50,035 %).
Городские власти провели переговоры с разными общественными группами, в результате пожеланий граждан проект был изменён. Новая редакция проекта Bern West была одобрена на референдуме в ноябре 2006 года. Начало строительства было запланировано на весну 2008 года, ввод новых маршрутов в эксплуатацию — на 2010 год. Для обслуживания этих новых участков Bernmobil заказал 21 новый трамвай Combino.
Также было запланировано продление трассы маршрута № 9 на расстояние приметрно трёх километров, от Guisanplatz до железнодорожной станции Wankdorf.
Все проекты были успешно завершены в 2013 году.

## Описание сети
Ширина колеи — 1000 мм.
По состоянию на 2017 год в Берне действует пять трамвайных маршрутов:
- Маршрут 3: Weissenbühl — Bahnhof
- Маршрут 6: Fischermätteli — Dorf
- Маршрут 7: Bümpliz — Ostring
- Маршрут 8: Brünnen — Saali
- Маршрут 9: Wabern — Wankdorf Bahnhof

## Подвижной состав

### Исторический
- Паровозы Ge 3/3 и прицепные вагоны.
- Пневматические трамваи системы французского изобретателя польского происхождения Мекарски (Mekarski)[9]
- Четырёхосные трамваи серии 601—615 (известны как трамваи Standard[10]), введены в эксплуатацию в 1947—1948 гг, выведены из эксплуатации в 1998—1999 гг. Вагон № 607 сохранён для музея[2]
- Моторные четырёхосные трамваи Be4/4 № 621—630. Трамваи серии были подарены городу Яссы в Румынии после поступления трамваев Combino, за исключением трамвая № 621, который был оставлен в Берне в качестве музейного. В августе 2003 года в Яссы были отправлены шесть трамваев, оставшиеся три отправились в Румынию в июне 2004 года[11].
- Прицепные четырёхосные вагоны из Цюриха, в том числе № 316, 341, 342, 343, 341, 344, 345[10]. Последние два цюрихских прицепных вагона (№ 342 и 345) были выведены из эксплуатации 4 июня 1991 года[12].
- Прицепные четырёхосные вагоны B4 № 321—340[5]. Вагон № 337 оставлен в Берне в качестве музейного[6].
- Экспериментальный сочленённый вагон Muni, 1966 год постройки, № 701. В 1990 году этот вагон был передан фабрике Schindler, где его планировали использовать для разработки низкопольного трамвая. Прощальная поездка трамвая № 701 (вместе с прицепным вагоном № 316 «Babeli» состоялась 31 марта 1991 года[10].
- Сочленённые трамваи № 711—717. Вагоны № 711—714 и 717 были переданы в Базель (см. базельский трамвай), для замены трамваев Combino, которые были отозваны производителем для устранения конструкционных недостатков. В Базеле эти трамваи получили номера № 351—354 и 357 и серию Be8/8[7][13].

### Современный
- Небольшое количество прицепных четырёхосных вагонов.
- Сочленённые восьмиосные трамваи серии Be 8/8 № 711—726[6].
- Низкопольные трёхсекционные сочленённые трамваи серии Be4/8, № 731—742. Первый из этих трамвев был передан в Берн 20 декабря 1989 года, а его нормальная эксплуатация началась 2 апреля 1990 года. Последний трамвай серии поступил в Берн в декабре 1990 года. Производитель — Vevey/Duewag[10][12][14].
- Низкопольные сочленённые трамваи Combino, № 751—765. Первый трамвай серии (№ 755) был передан в Берн в ноябре 2002 года, последний — в марте 2004 года[7]. В связи с обнаружившимися конструкционными недостатками этих трамваев производитель (Siemens) отозвал их для устранения недостатков. Первый трамвай ремонтировался на фабрике в Кревелде с начала 2005 года по июнь того же года, после чего последовали остальные трамваи. Чтобы избежать недостока трамваев, одновременно ремонтируется четыре трамвая. К началу 2007 года все трамваи серии были отремонтированы[15]. В ноябре 2007 года Bernmobil заказал фирме Siemens ещё 21 трамвай этого типа[8].

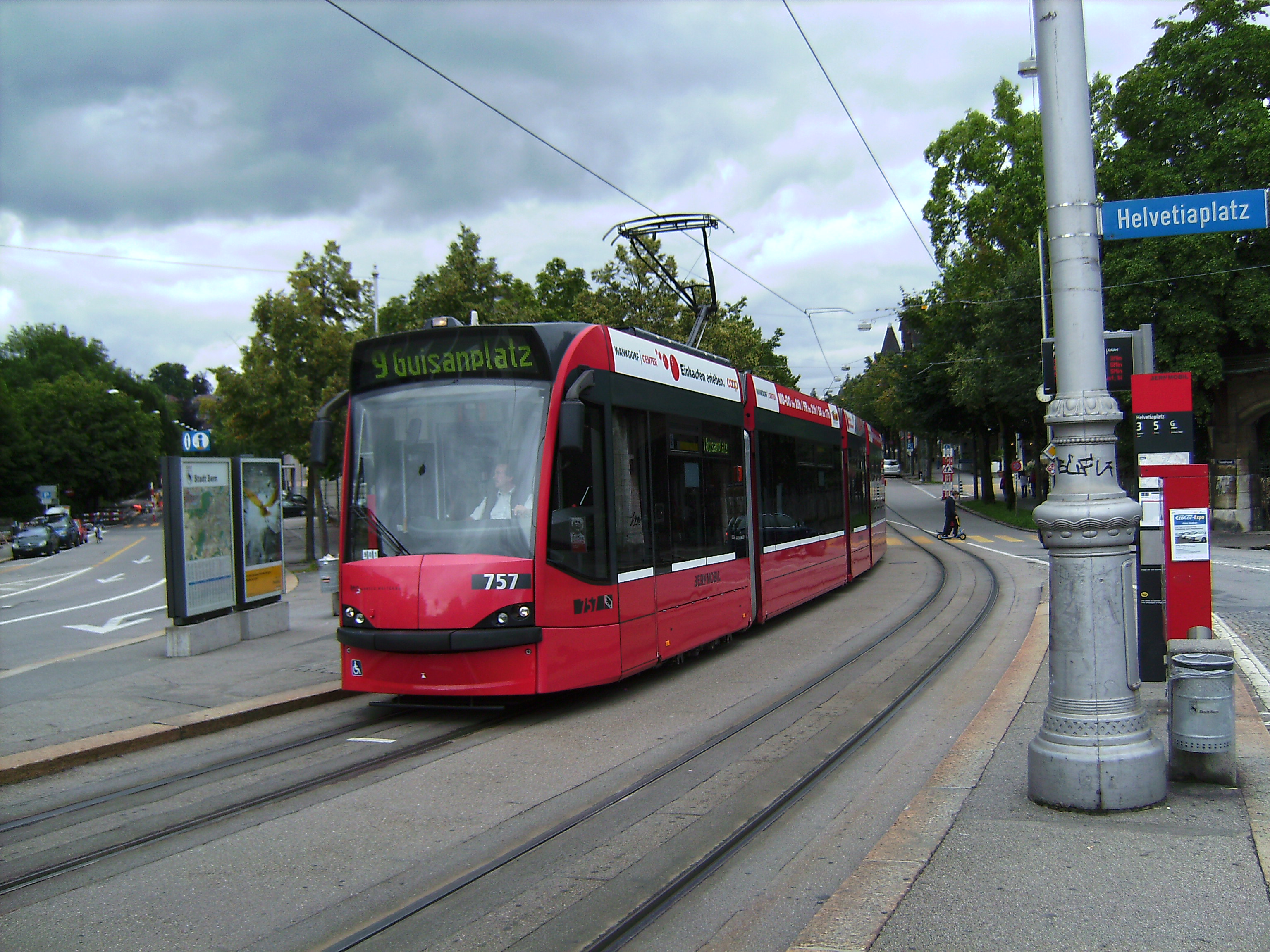
Combino №757
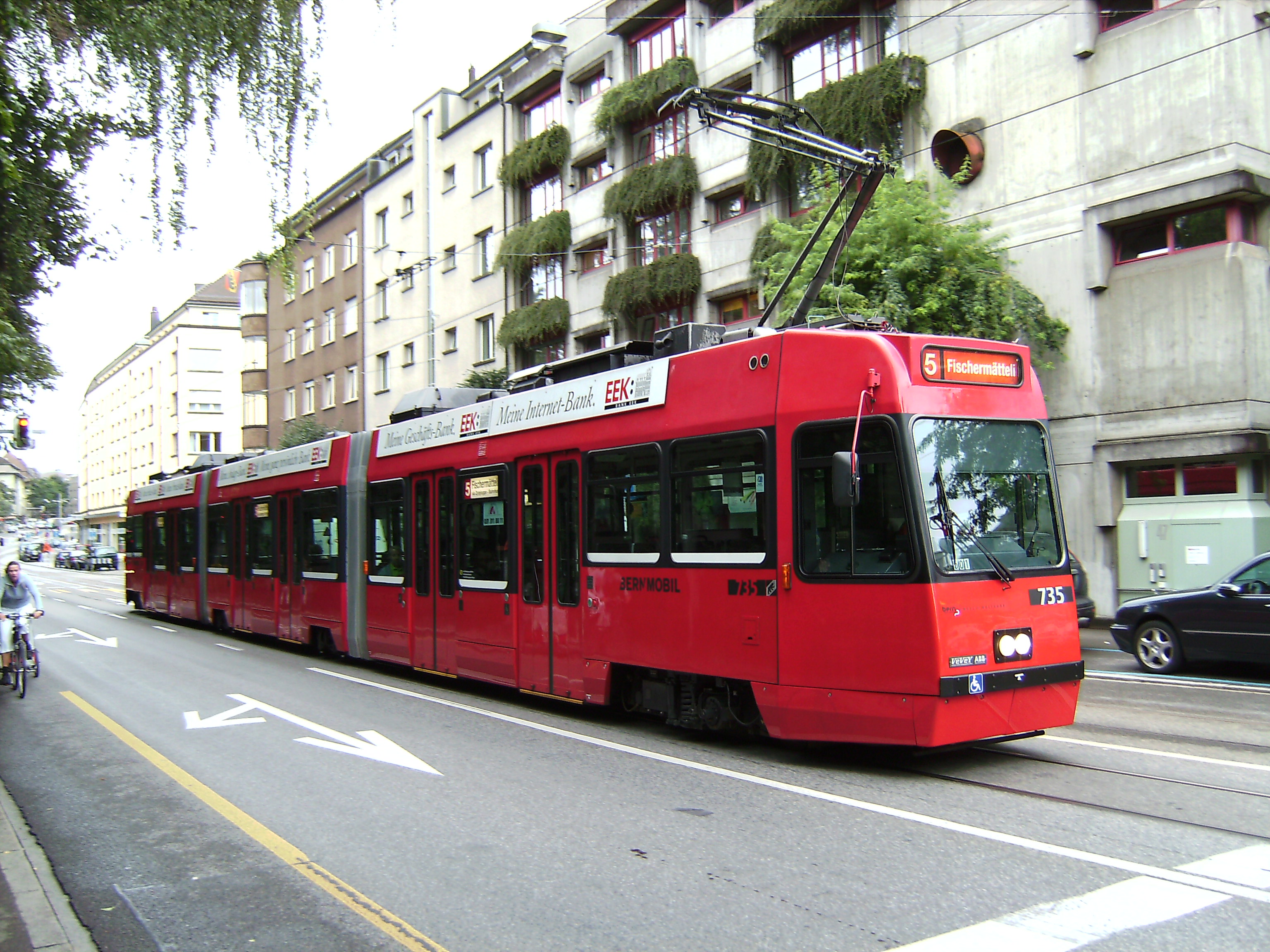
Be4/8 №735
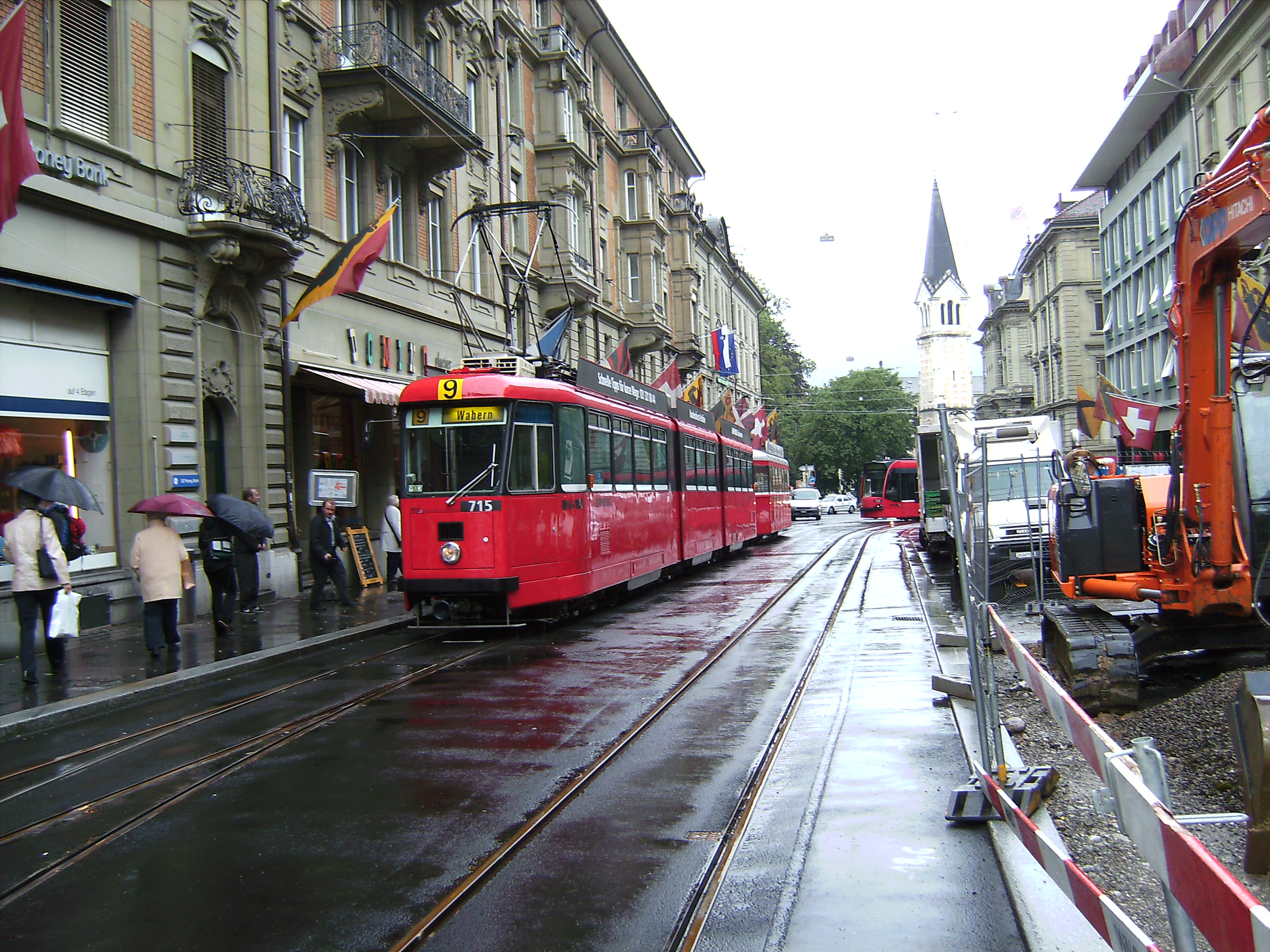
Be8/8 №715
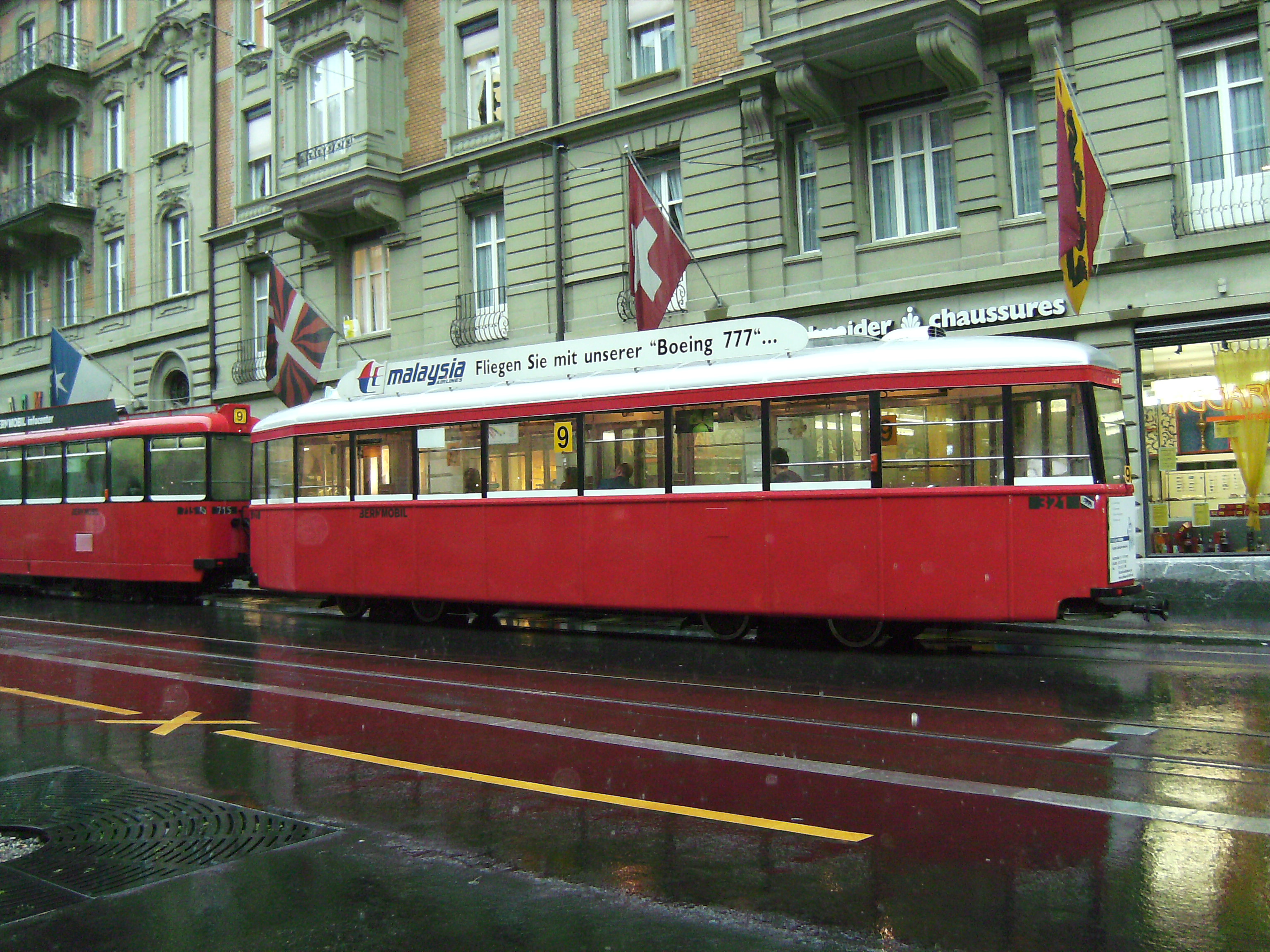
Прицепной вагон

### Музейный
Трамвайный музей Берна расположен в историческим депо Weissenbühl. По состоянию на 2007 год музей недоступен для посетителей, но несколько раз в год проводятся ретропоездки на старых трамваях.
- Трамвайные паровоз Ge 3/3 № 12 и прицепной вагон. Прицепной вагон C4 31 — современная копия старинных вагонов (реплика). Такие паровые трамваи использовались в 1894—1902 году на линии Grosswabern — Quartier Langgässe. Другой такой же поезд (паровоз № 18 и прицепной вагон № 26) находится в транспортном музее Швейцарии (Verkehrshaus) в Люцерне[4].
- Поезд из сочленённого и прицепного четырёхосных вагонов (№ 621 и 337 соответственно)[7].

## Междугородный трамвай

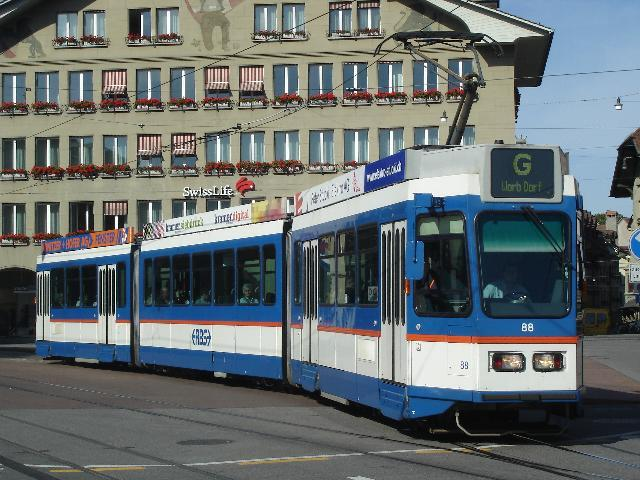
Вагон междугородного трамвая в пределах Берна.

Кроме городского, в Берне (и окрестностях) также действует междугородный трамвай. Междугородная трамвайная линия обозначается не цифрой, а литерой (маршрут G). В отличие от городского трамвая, междугородный трамвай обслуживается не городским транспортным предприятием Bernmobil, а железнодорожной фирмой Regionalverkehr Bern-Solothurn.
Междугородная линия начинается в Берне у часовой башни (Zyglogge) и идёт в город Ворб. Длина этой лнии — примерно десять километров. На небольшом участке (от остановки Zyglogge до остановки Egghölzli) междугородный трамвай использует те же рельсы, что и городские трамваи. Соответственно, междугородный трамвай имеет ту же ширину колеи.
На междугородном маршруте G имеется шестнадцать остановок. В Ворбе остановка трамвая совмещена с вокзалом узкоколейной железнодорожной линии, также ведущей в Берн, но проходящей северней.
На линии Берн-Ворб используется девять трамваев (номера 81-89), 1987-1988 годов постройки. Трамваи двусторонние сочленённые. Запланирована модернизация трамваев путём добавления низкопольной секции.